# Małgorzata Szumowska
Małgorzata Szumowska (Cracovia, 26 febbraio 1973) è una regista, sceneggiatrice e produttrice cinematografica polacca.
Nel 2015 ha vinto l'Orso d'argento per la miglior regia al Festival di Berlino per il film Ciało, mentre nel 2018 l'Orso d'argento, gran premio della giuria per Un'altra vita - Mug.

## Biografia
Figlia della scrittrice Dorota Terakowska e del giornalista Maciej Szumowski, cresce in una famiglia artistica a stretto contatto con l'ambiente bohémien cracoviano, che lei stessa ricorderà poi come "totalmente borghese".
Dopo essere stata inizialmente iscritta dai genitori all'Università Jagellonica per studiare storia dell'arte, ottiene di frequentare la Scuola nazionale di cinema, televisione e teatro Leon Schiller di Łódź, diplomandovisi nel 1998. Suo professore e mentore alla Leon Schiller è il regista e sceneggiatore Wojciech Jerzy Has.

### Carriera
Esordisce alla regia di un lungometraggio nel 2000 con Szczęśliwy człowiek, per il quale riceve una candidatura all'European Film Awards per la miglior rivelazione, così come per il successivo Ono. Nel 2005, a un anno dalla sua morte, dedica al padre il documentario Mój tata Maciek, realizzato a partire da materiali d'archivio e momenti di vita casualmente registrati. Raggiunge la fama in patria col film 33 sceny z życia (2008), d'ispirazione autobiografica, che vince il premio per il miglior film ai Polskie Nagrody Filmowe.
Nel 2011 scrive e dirige la co-produzione europea in francese Elles, con protagonista Juliette Binoche, mentre nel 2013 è in concorso al Festival di Berlino col film W imię..., sulla crisi di fede di un sacerdote cattolico che scopre la propria omosessualità. Nel 2015 concorre nuovamente a Berlino con Ciało, vincendo stavolta l'Orso d'argento per il miglior regista, mentre nel 2018 vi vince l'Orso d'argento, gran premio della giuria per Un'altra vita - Mug. Nel 2019 dirige il suo primo lungometraggio in lingua inglese, nonché il primo a non essere tratto da una sua sceneggiatura, l'horror The Other Lamb. L'anno dopo è in concorso alla Mostra del cinema di Venezia con Non cadrà più la neve, venendo selezionata per rappresentare la Polonia nella corsa al miglior film internazionale ai premi Oscar 2021.

### Vita privata
Nel 2001 ha sposato con rito cattolico Michał Englert, che aveva conosciuto alla Leon Schiller ed è stato sceneggiatore e direttore della fotografia di molti suoi film; i due hanno divorziato nel 2004, in seguito alla morte di entrambi i genitori di lei. Il suo compagno successivo è stato Jacek Drosio, montatore e produttore di molti dei suoi film, con cui ha avuto nel 2005 un figlio, Maciej. Nel 2011, Szumowska ha sposato l'attore Mateusz Kościukiewicz, che ha diretto in W imię... e Un'altra vita - Mug, e con cui ha avuto nel 2012 una figlia, Alina.

## Filmografia

### Regista e sceneggiatrice

#### Cortometraggi
- Cisza - documentario (1998)
- Siedem lekcji miłości – documentario (1999)
- Wniebowstąpienie (2000)
- Dokument...? – documentario (2001)
- Ojciec, episodio di Solidarność, Solidarność... (2005)
- Crossroad, episodio di Visions of Europe (2004)
- A czego tu się bać? – documentario (2007)
- #19. Nightwalk (2020)

#### Lungometraggi
- Szczesliwy czlowiek (2000)
- Ono (2004)
- Mój tata Maciek – documentario (2005)
- 33 sceny z życia (2008)
- Elles (2011)
- W imię... (2013)
- Ciało (2015)
- Un'altra vita - Mug (Twarz) (2018)
- Non cadrà più la neve (Śniegu już nigdy nie będzie) (2020)
- Questa sono io (Kobieta z...) (2023)
- All Inclusive (2024)

### Solo regista
- The Other Lamb (2019)
- Infinite Storm (2022)

### Produttrice
- Crossroad, episodio di Visions of Europe, regia di Małgorzata Szumowska (2004)
- Antichrist, regia di Lars von Trier (2009) - co-produttrice
- Kvinden der drømte om en mand, regia di Per Fly (2010) - co-produttrice
- Elles, regia di Małgorzata Szumowska (2011) - co-produttrice
- W imię..., regia di Małgorzata Szumowska (2013) - co-produttrice
- Ciało, regia di Małgorzata Szumowska (2015)
- Un'altra vita - Mug (Twarz), regia di Małgorzata Szumowska (2018)
- Non cadrà più la neve (Śniegu już nigdy nie będzie), regia di Małgorzata Szumowska e Michał Englert (2020)
- Infinite Storm, regia di Małgorzata Szumowska e Michał Englert (2022) - produttrice esecutiva
- Questa sono io (Kobieta z...), regia di Małgorzata Szumowska e Michał Englert (2023)
- All Inclusive, regia di Małgorzata Szumowska e Michał Englert (2024)

## Riconoscimenti
- Festival internazionale del cinema di Berlino
  - 2013 – Teddy Award per il miglior lungometraggio per W imię...
  - 2013 – Premio dei lettori del Siegessäule per W imię...
  - 2013 – In concorso per l'Orso d'oro per W imię...
  - 2015 – Orso d'argento per il miglior regista per Ciało (ex aequo con Radu Jude per Aferim!)
  - 2015 – In concorso per l'Orso d'oro per Ciało
  - 2018 – Orso d'argento, gran premio della giuria per Un'altra vita – Mug
  - 2018 – In concorso per l'Orso d'oro per Un'altra vita – Mug
- Mostra internazionale d'arte cinematografica
  - 2020 – In concorso per il Leone d'oro per Non cadrà più la neve
  - 2023 – In concorso per il Leone d'oro per Kobieta z...
- European Film Awards
  - 2001 – Candidatura alla miglior rivelazione per Szczęśliwy człowiek
  - 2005 – Candidatura alla miglior rivelazione per Ono
  - 2015 – Candidatura alla miglior regista per Ciało
  - 2016 – Premio del pubblico al miglior film europeo per Ciało
- Locarno Festival
  - 2008 – Premio speciale della giuria per 33 sceny z życia
  - 2008 – In concorso per il Pardo d'oro per 33 sceny z życia
  - 2008 – In concorso per il premio della giuria giovani per 33 sceny z życia
- Polskie Nagrody Filmowe
  - 2009 – Candidatura alla miglior regista per 33 sceny z życia
  - 2009 – Candidatura alla migliore sceneggiatura per 33 sceny z życia
  - 2016 – Miglior film per Ciało
  - 2016 – Miglior regista per Ciało
  - 2016 – Candidatura alla miglior sceneggiatura per Ciało
  - 2016 – Candidatura al premio del pubblico per Ciało
- Camerimage
  - 2008 – Candidatura alla Rana d'oro per 33 sceny z życia
  - 2013 – Candidatura alla Rana d'oro per W imię...
- Sundance Film Festival
  - 2005 – In concorso per il Premio della giuria: World Cinema Dramatic per Ono
- Festival internazionale del cinema di Varsavia
  - 2008 – In concorso per il Gran Premio per 33 sceny z życia
- Festival MIX Milano
  - 2013 – Gran Premio della Giuria per il miglior film per W imię...
- Cork International Film Festival
  - 2018 – In concorso per il Premio del pubblico per Un'altra vita – Mug
- Edinburgh International Film Festival
  - 2018 – In concorso per il miglior lungometraggio internazionale per Un'altra vita – Mug
- BFI London Film Festival
  - 2019 – In concorso per il miglior film per The Other Lamb
- Festival internazionale del cinema di San Sebastián
  - 2019 – In concorso per la Concha de Oro per The Other Lamb